# 普森索坡圣依纳爵堂
普森索坡圣依纳爵堂（St Ignatius Church Puthenthope）是一座罗马天主教教堂，位于印度 喀拉拉邦特里凡得琅。该堂是宗教和社会活动的中心。目前的教堂为若望保禄二世在1986年访问印度期间奠基，于1989年建成。该堂是圣若瑟主教座堂的复制品。教堂前的圣母玛利亚山洞和洞中圣母雕像是由普森索坡人从卢尔德带来的。